# Calcinate
Calcinate ist eine italienische Gemeinde (comune) mit 6207 Einwohnern (Stand 31. Dezember 2023) in der Provinz Bergamo, Region Lombardei.

## Geographie
Die Nachbargemeinden sind Bagnatica, Bolgare, Cavernago, Costa di Mezzate, Ghisalba, Mornico al Serio, Palosco und Seriate.

## Geschichte
Die Ursprünge des Ortes sind gallisch und römisch. Calcinate wird im Jahre 1148 erstmals urkundlich erwähnt. Im 15. Jahrhundert wurde der kleine Ort von der damals unabhängigen Republik Venedig erobert, zu der es bis 1797 gehörte. In dieser Zeit entwickelte sich in Calcinate eine florierende Landwirtschaft.

## Sehenswürdigkeiten
- Die Kirchen Santa Maria Assunta und San Vittore aus der Barock-Zeit.
- Die romanische Kirche San Martino (etwa 14. Jahrhundert).

## Persönlichkeiten
- Pietro Vierchowod (* 1959), Fußballspieler
- Maurizio Martina (* 1978), Politiker
- Melania Gabbiadini (* 1983), Fußballspielerin
- Manolo Gabbiadini (* 1991), Fußballspieler
- Andrea Belotti (* 1993), Fußballspieler
- Marco Brescianini (* 2000), Fußballspieler